# ヴァレンティン・シルヴェストロフ
ヴァレンティン・ヴァシリョヴィチ・シルヴェストロフ（ウクライナ語: Валенти́н Васи́льович Сильве́стров；英語: Valentin Vasylyovych Silvestrov、1937年9月30日 キエフ - ）は、ウクライナの現代音楽の作曲家。

## 経歴
出生から修学期
1937年、キエフでうまれた。父母は技師とドイツ語教師の家庭で、両親は息子に音楽に偏ることなく総合的な教育機会を与えたが、音楽以外に強い関心を示さなかった。音楽学校を卒業し、15歳から作曲を試みていたものの、大学はキエフ建築技術大学に進学。3年間在学したものの1958年に中途退学し、キエフ音楽院に入学。作曲をボリス・リャトシンスキーのクラスで学んだ。1960年代に非合法組織『レオニード・グラボフスキー』に加わり反体制文化の活動を展開。同組織参加者には、グネーシン姉妹、ヴィタリー・グズャツキー、ヴラディミール・グバ 、イーゴリ・ブラジュコフらがいた。
音楽院卒業後
1964年にキエフ音楽院を卒業。1961年、初の十二音技法作品を作曲。1970年、創造性に関する見解の違いを理由にウクライナ作曲家連合から除名。1970年代からは伝統的な前衛的な作曲スタイルからポストモダニズムへと移行していった。
2023年12月10日、ストックホルムで開かれたノーベル賞授賞式は作曲作品「夕べのセレナーデ」で開幕した。

## 受賞・栄典
- 1967年：クーセヴィツキー記念国際賞(アメリカ)。
- 1989年：ウクライナ人民芸術家（英語版）
- 1995年：シェフチェンコ・ウクライナ国家賞
- 2007年：ヤロスラフ賢者勲章（英語版）第5等級
- 2017年：ヤロスラフ賢者勲章第4等級

## 作曲作品ならびにその作風
アルフレート・シュニトケやアルヴォ・ペルト、ソフィヤ・グバイドゥーリナらが居並ぶ旧ソ連の同世代の作曲家の中では、屈指の実力を持つ作曲家と見なされている。15歳で音楽の個人指導を受けた後、1955年から1958年までキエフ音楽大学夜間学部に学び、1958年から1964年までキエフ音楽院にてボリス・リャトシンスキーに作曲を、レフ・レヴツキーに和声法と対位法を師事。デビュー時は前衛的な作風によって著名であり、ブルーノ・マデルナが絶賛した。いくつかの作品は、モダニズムや新古典主義音楽から戦後前衛の流れを汲んでいると見なし得る。転向以前の作品はストラスブール打楽器集団のような例外を除いて、ほとんど録音の機会を得ていない。
ところが、1970年代以後急速に過去の回顧派に転向。伝統的な調性や旋法も用いながらも、劇的な響きと情緒的な響きのテクスチュアを繊細に織り成し、独自の作風を築き上げている。シルヴェストロフが示唆する特色は、たいがいの現代音楽においては犠牲にされてきたものである。「私が作曲しているのは、新音楽ではないのです。私の音楽は、既存の音楽への反応であり、反響なのです」とシルヴェストロフは語っている。
シルヴェストロフは、1974年にソ連作曲家同盟から除名されると、ソ連との結びつきをやめて西側へ作品を売り込みだした。たとえば《静寂の歌》のような作品は、ソ連非公開で演奏されることを意図して書かれた。《交響曲 第5番》（1980年～1982年）は、傑作として広く認められており、グスタフ・マーラーのような後期ロマン派音楽のエピローグないしはコーダと見なしてよい。主要な出版作品には8つの交響曲、ピアノと管弦楽のための詩曲、数々のオーケストラ曲、3つの弦楽四重奏曲、ピアノ五重奏曲、3つのピアノ・ソナタ、数々のピアノ曲、カンタータ、歌曲が含まれる。
前衛の停滞を経て新ロマン主義が流行しつくした後も、シルヴェストロフは望郷や回顧といった感覚を機能和声の枠内で取り戻すことに成功した貴重な作曲家である。ピアノソナタ第二番では、比較的ゆるいテンポ感が支配するなか、どこかで聞いたような伴奏音型を不意にペダルでぼかすことにより、聞き手の記憶をくすぐる仕掛けが施されている。単純な調性音楽に帰するのではなく、なにかしらの思い出をフラッシュバックさせるテクニックは、かつての前衛時代の感覚とは完全に切り離された代物であり、同一人物の作と認識するのが難しい。
転向後の作品の演奏や録音の機会は多い。デビュー時に前衛語法で脚光を浴びたのち、転向後にECMが集中的にリリースをして大衆的な支持を得たのは、ヘンリク・グレツキの成功と全く同じケースである。

## 主要作品
- ピアノ曲《ソナチネ》 (1960年, 改訂1965年)
- 弦楽四重奏のための「小四重奏曲」"Quartetto Piccolo" (1961年)
- 交響曲 第1番 (1963年, 改訂1974年)
- アルトフルートと6つの打楽器のための「神秘劇」"Mysterium" (1964年)
- 室内オーケストラのための「スペクトル」"Spectra" (1965年)
- ピアノと管弦楽のための「モノディア」"Monodia" (1965年)
- フルートとティンパニ、ピアノ、弦楽合奏のための「交響曲 第2番」 (1965年)
- 交響曲 第3番「終末の響き」 "Eschatophony" (1966年)
- 管弦楽のための詩曲「ボリス・リャトシンスキーを偲んで」 (1968年)
- ピアノ三重奏のための「ドラマ」 (1970年-1971年)
- チェロとピアノのための「瞑想曲」(1972年)
- '弦楽四重奏曲 第1番 (1974年)
- Thirteen Estrades Songs (1973年-1975年)
- プーシキン、レールモントフ、キーツ、エセーニン、シェフチェンコほかの詩による連作歌曲集「静寂の歌」 (1974年-1975年)
- 吹奏楽と弦楽合奏のための「交響曲 第4番」 (1976年)
- ピアノのための小品集「キッチュな音楽」"Kitsch-Music" (1977年)
- ソプラノホルンとピアノのための「森の音楽」 (1977年-1978年)
- 無伴奏ヴァイオリンのための「後奏曲」 "Postludium" (1981年)
- チェロとピアノのための「後奏曲」 "Postludium" (1982年)
- 交響曲 第5番 (1980年-1982年)
- キーツの詩によるソプラノと小オーケストラのためのカンタータ「夜鳴き鶯を讃えて」 (1983年)
- ピアノと管弦楽のための「後奏曲」 "Postludium" (1984年)
- 弦楽四重奏曲 第2番 (1988年)
- 独奏ヴァイオリンと管弦楽のための交響曲「献呈」"Widmung" (1990年-1991年)
- ピアノと管弦楽のための交響詩「超音楽」"Metamusic" (1992年)
- 交響曲 第6番 (1994年-1995年)
- シンセサイザー、ピアノ、弦楽合奏のための「使者」  (1996年-1997年)
- ピアノと弦楽合奏のための「墓碑銘」 "Epitaph" (1999年)
- 室内オーケストラのための「秋のセレナーデ」 (2000年)
- 死者のためのミサ曲 Requiem (2000年)
- 讃歌2001年 (2001年)
- 交響曲 第7番 (2003年)
- ピアノのためのバガテル op.1-5 (2005年-2006年)
- ウクライナへの祈り ”Prayer for Ukraine” (2014年 に ロシアによるクリミアの併合 を機に最初は無伴奏合唱曲として書かれ、2022年 にロシアのウクライナへの全面軍事侵攻 を機に改定された)

## ディスコグラフィー
- Silvestrov - Piano Works (Hänssler Classic[6][7])
- Silvestrov - Music for String Quartet (etcetera records[8])